# جوناثان دينيس
جوناثان دينيس هو سياسي كندي، ولد في 22 سبتمبر 1975 في ريجاينا في كندا. حزبياً، نشط في الرابطة التقدمية المحافظة في ألبرتا ‏. وقد انتخب عضو الجمعية التشريعية ألبرتا.